# Mughiphantes aculifer
Mughiphantes aculifer är en spindelart som först beskrevs av Andrei V. Tanasevitch 1988.  Mughiphantes aculifer ingår i släktet Mughiphantes och familjen täckvävarspindlar. Inga underarter finns listade i Catalogue of Life.